# Jean-Baptiste Biot

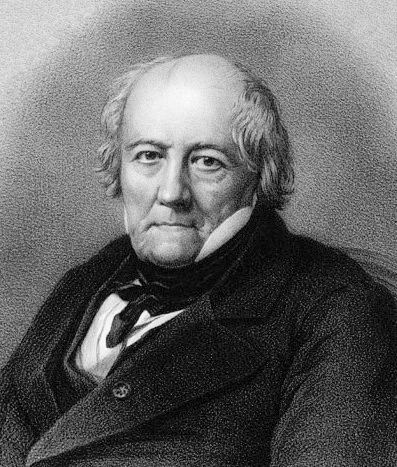
Jean Baptiste Biot

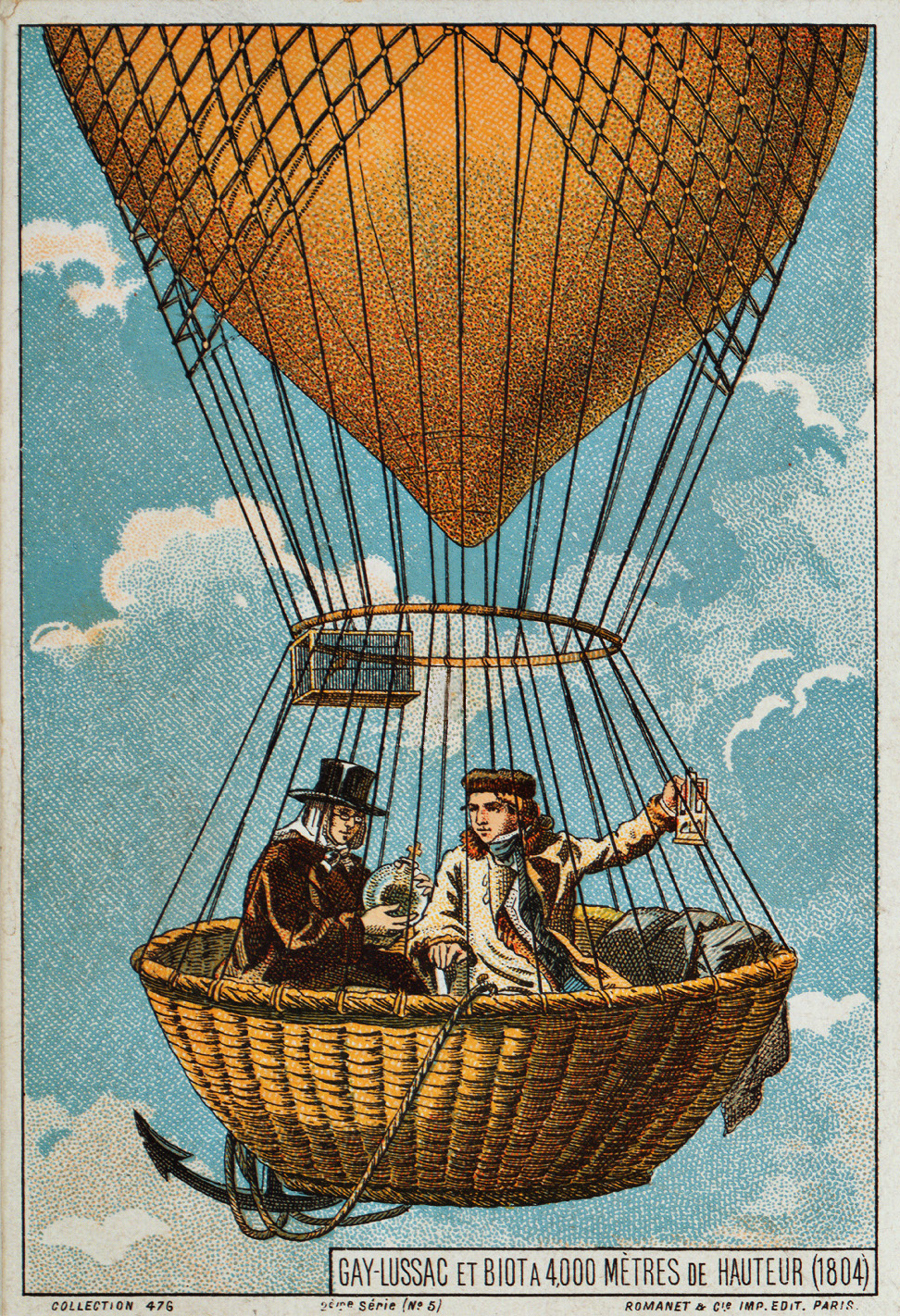
1804 Ballonfahrt mit Gay-Lussac

Jean-Baptiste Biot (* 21. April 1774 in Paris; † 3. Februar 1862 ebenda) war ein französischer Physiker und Mathematiker, der im frühen 19. Jahrhundert den Zusammenhang zwischen elektrischem Strom und Magnetismus untersuchte (Biot-Savart-Gesetz), sowie die Drehung polarisierten Lichtes beim Durchgang durch optisch aktive, chemische Lösungen (optische Aktivität).

## Leben und Werk
Sein Vater war Joseph Biot († 1821) und stammte aus Lothringen (Lorraine), seine Mutter war Jeanne Decressy. Biot sollte einen kaufmännischen Beruf ergreifen und Joseph Biot schickte seinen Sohn zur Ausbildung bei einem Kaufmann nach Le Havre. Ein großer Teil seiner Aufgaben dort bestand im Kopieren von Briefen. Biot meldete sich freiwillig zur Armee. Er schloss sich der französischen Armee im September 1792 an und diente bei der Artillerie u. a. in der Schlacht bei Hondschoote am 8. September 1793 während des ersten Koalitionskrieges. Erkrankt ging er zunächst zu seinen Eltern zurück und dann nach Paris. Nach einigen Turbulenzen dort, er wurde als Deserteur verhaftet, begann er sein Mathematikstudium. Er nahm an den Aufnahmeprüfungen für die École des Ponts et Chausées teil und wurde im Januar 1794 aufgenommen. Mit dem Ingenieur und Mathematiker Barnabé Brisson (1777–1828) verband ihn eine Freundschaft, durch ihn lernte Biot dessen Schwester Françoise Gabrielle Brisson (1781–1851) kennen und obwohl Françoise Gabrielle erst 16 Jahre alt war, heirateten sie im Jahre 1797. Sie hatten zwei Kinder, Blanche Sainte Foy Biot (1799–1866) und Édouard Biot (1803–1850).
1797 wurde er Professor für Mathematik an der École Centrale in Beauvais und im Jahr 1800 zum Professor der Physik ans Collège de France in Paris berufen sowie 1809 zum Professor der Astronomie ernannt. Er war eines der ersten Mitglieder der Société d’Arcueil und im Laufe der Zeit Mitglied aller drei Pariser Akademien, so seit 1800 der Académie des sciences.
Am 24. August 1804 unternahm er zusammen mit Joseph Louis Gay-Lussac eine Fahrt mit dem Wasserstoffballon und erreichte dabei eine Höhe von 4.000 m. Bei dieser Gelegenheit untersuchten beide das Erdmagnetfeld und insbesondere seine Inklination. Im Jahre 1807 wurde er in den Mémoires de Physique et de Chimie de la Société d’Arcueil als einer der ersten neun Gründungsmitglieder der Société d’Arcueil erwähnt.
Biot war auch in der Geodäsie tätig und dehnte 1807/08 mit François Arago die Gradmessung langer Meridianbogen von Pierre Méchain und Jean-Baptiste Joseph Delambre nach Süden bis zu den Balearen aus. Im Norden verlängerte er sie 1817–1818 bis zu den Shetland-Inseln.
Mit dem Borda-Pendelapparat führte er 1811 gravimetrische Messungen auf dem 45. Breitengrad durch. Mit der von Francesco Carlini bestimmten Schwerebeschleunigung auf dem Mont Cenis bei Modane konnte 1824 der vertikale Schweregradient im Innern des Berges abgeschätzt werden. Dazu rechnete Biot seine Messung in Bordeaux auf die Position des Mont Cenis (beide nahe dem 45. Breitengrad) um. 1822 wurde Biot in die American Academy of Arts and Sciences gewählt. Bereits seit 1815 war er auch auswärtiges Mitglied („Foreign Member“) der Royal Society sowie Ehrenmitglied (Honorary Fellow) der Royal Society of Edinburgh.
Als Physiker entdeckte er die Doppelbrechung von Glimmermineralen, weshalb das Mineral Biotit vom deutschen Mineralogen Hausmann nach ihm benannt wurde. Zu seinen Ehren wurde die frühere cgs-Einheit des elektrischen Stromes mit „Biot“ (Einheitenzeichen Bi), sowie eine dimensionslose Kennzahl (Biot-Zahl) der Thermodynamik benannt. Auch der Krater Biot auf dem Mond trägt seinen Namen.
Zusätzlich wurde er durch seine am 17. August 1850 erfolgte Aufnahme als ausländisches Mitglied in den preußischen Orden Pour le Mérite für Wissenschaft und Künste für seine wissenschaftlichen Leistungen geehrt. Außerdem war er seit 1819 Ehrenmitglied der Russischen Akademie der Wissenschaften in Sankt Petersburg, seit 1820 korrespondierendes und ab 1850 auswärtiges Mitglied der Preußischen Akademie der Wissenschaften. Der Bayerischen Akademie der Wissenschaften gehörte er seit 1820 als auswärtiges Mitglied an.
Biot forschte auch an der Geschichte der Naturwissenschaften. Er schrieb unter anderem über Newton und über die Astronomie der alten Ägypter, Inder und Chinesen. Sein Sohn Édouard Biot (1803–1850) wurde Eisenbahningenieur und Sinologe.

## Werke (Auswahl)

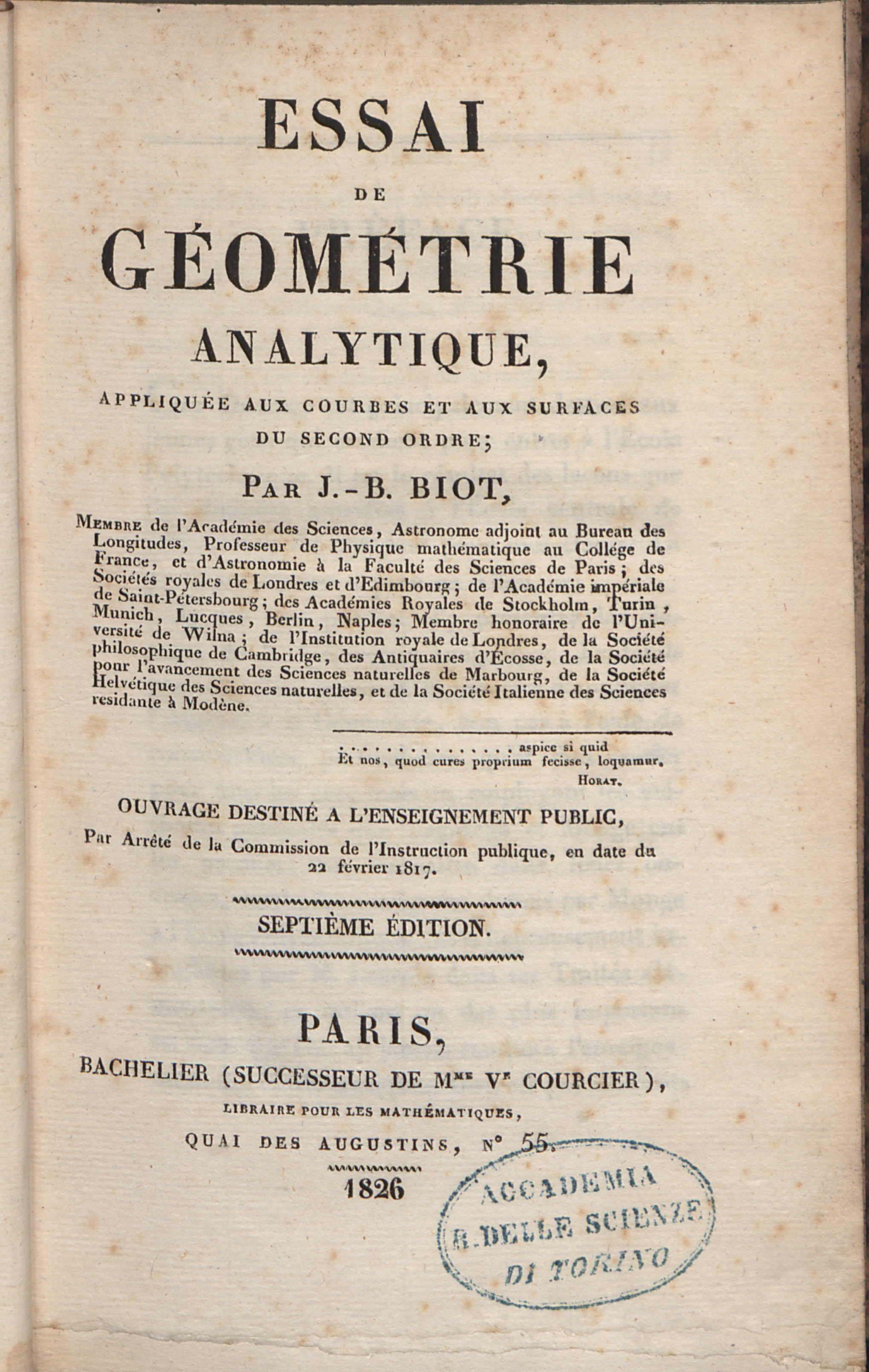
Essai de géométrie analytique, 1826

- Essai sur l’histoire générale des sciences pendant la Révolution française (1795–1803)
- Traité analytique des courbes et des surfaces du second degré (1802)
- Relation d’un voyage fait dans le département de l’Orne pour constater la réalité d’un météore observé à l’Aigle le 6 floréal an 11 (1803). Texte et commentaire sur BibNum.
- Mémoire sur les affinités des corps pour la lumière, et particulièrement sur les forces réfringentes des différens gaz, par MM. Biot et Arago (1806)
- Essai de géométrie analytique, appliqué aux courbes et aux surfaces du second ordre (1805)
- Recherches sur les réfractions extraordinaires qui ont lieu près de l’horizon (1810)
- Traité élémentaire d’astronomie physique (1810)
- Tables barométriques portatives, donnant les différences de niveau par une simple soustraction. Avec une instruction contenant l’histoire de la formule barométrique; et sa démonstration complète par les simples élémens de l’Algèbre; a l’usage des ingénieurs, des physiciens, des naturalistes, et de tous les voyageurs (1811) Digitalisat
- Recherches expérimentales et mathématiques sur les mouvemens des molécules de la lumière autour de leur centre de gravité (1814)
- Traité de physique expérimentale et mathématique. 1816; archive.org
- Précis élémentaire de physique expérimentale. 1817; d’après ses cours de physique à la faculté des sciences de Paris; archive.org
- Recueil d’observations géodésiques, astronomiques et physiques, exécutées par ordre du Bureau des longitudes de France en Espagne, en France, en Angleterre et en Écosse, pour déterminer la variation de la pesanteur et des degrés terrestres sur le prolongement du méridien de Paris (1821)
- Recherches sur plusieurs points de l’astronomie égyptienne appliquées aux monumens astronomiques trouvés en Égypte (1823)
- Notions élémentaires de statique (1829)
- « Mémoire sur plusieurs points fondamentaux de mécanique chimique », Mémoires de l’Académie royale de l’Institut de France [= Mémoires de l’Académie des Sciences], t. 16, 1838, pp. 229–396. Consultable sur Gallica.
- Mémoire sur la vraie constitution de l’atmosphère terrestre, déduite de l’expérience, avec ses applications à la mesure des hauteurs par les observations barométriques et au calcul des réfractions (1841)
- Mémoire sur le zodiaque circulaire de Dendérah (1844)
- Traité d’astronomie physique (6 volumes, 1850)
- Le Tcheou-li, ou Rites des Tcheou, traduit pour la première fois du chinois par feu Édouard Biot (1851)
- Mélanges scientifiques et littéraires (1858)
- Études sur l’astronomie indienne et sur l’astronomie chinoise (1862)